# 宁乡县第二高级中学
宁乡县第二高级中学，位于湖南省长沙市宁乡县坝塘镇，为宁乡县高级中学之一。

## 历史
1931年，中华民国教育部建立了宁乡县立简易乡村师范附设初中部，简称为“宁中”，位于宁乡县东城的文庙。
1938年，日本入侵湖南，宁乡县立简易乡村师范附设初中部临时搬迁到太阳山曾家祠。
1940年，宁乡县立简易乡村师范附设初中部因为战争迁校到云山。
1952年，中共宁乡县人民政府将宁乡县立简易乡村师范附设初中部和私立鹅山中学合并，且被正式命名“宁乡县第二初级中学”。
1959年，宁乡县第二初级中学遵照中共宁乡县人民政府的政策从文庙搬迁到西冲山陶家湾。
1969年，宁乡县第二初级中学开始招收高中生，并且更名为“宁乡县第二高级中学”。
1978年，中共宁乡县人民政府发令将宁乡县第二高级中学和宁乡县第十四高级中学合并，搬迁校址到坝塘镇。

## 特色
宁乡县第二高级中学的办学方针：“以人为本，以德治校”。

## 知名校友
- 高福贵（福建军区司令员）
- 邓正明（中国人民解放军总政治部部长）
- 吴国飞（中国人民解放军八一飞行大队大队长）
- 宋静宇（中国人民解放军总政治部干训处处长）
- 张继原（宁乡县人民政府第一任县长）
- 胡世军（广州军区装备处处长）
- 陈晓春（湖南省卫生厅副厅长）
- 肖辉（北京师范大学教育心理系主任
- 任仲佳（湖南省红学家、红学家协会会员）
- 任位平（中央广播电影电视部主任）
- 黄载福（华中理工大学院长）
- 周祖德（武汉理工大学校长）
- 肖晟（哈佛大学医学院教授）
- 林时九（中国书法家）
- 胡群一（中国书法家）
- 黄振海（中国诗人）
- 周光保（中国画家）